# Norra Björke distrikt
Norra Björke distrikt är ett distrikt i Trollhättans kommun och Västra Götalands län. 
Distriktet ligger öster om Trollhättan. 

## Tidigare administrativ tillhörighet
Distriktet inrättades 2016 och utgör en del av området som Trollhättans stad omfattade till 1971, delen som före 1967 utgjorde Norra Björke socken.
Området motsvarar den omfattning Norra Björke församling hade vid årsskiftet 1999/2000.